# Джиммі Сеттл
Джиммі Сеттл (англ. Jimmy Settle, 5 вересня 1875, Міллом — 1 червня 1954) — англійський футболіст, що грав на позиції нападник, зокрема за «Евертон» і національну збірну Англії.
Володар Кубка Англії з футболу. 

## Клубна кар'єра
У дорослому футболі дебютував 1894 року виступами за «Болтон Вондерерз», в якій відіграв один сезон, взявши участь у 13 матчах чемпіонату, після чого один рік провів у команді «Галлівелл Роверс». 
Провівши протягом 1896–1899 років три сезони в «Бері», став гравцем «Евертона». Відіграв за клуб з Ліверпуля наступні дев'ять сезонів своєї ігрової кар'єри. Більшість часу, проведеного у складі «Евертона», був основним гравцем атакувальної ланки команди і одним з її головних бомбардирів, маючи середню результативність на рівні 0,35 гола за гру першості. В сезоні 1901/02 став найкращим бомбардиром Першого дивізіону Футбольної ліги, для чого йому виявилося достатньо забити 18 голів — найменша кількість голів для перемоги у суперечці бомбардирів вищого дивізіону англійського чемпіонату за всю його історію. За результатами розіграшу 1905/06 став володарем свого єдиного трофею, Кубка Англії.
Завершив ігрову кар'єру у команді «Стокпорт Каунті», за яку виступав протягом 1908—1909 років.

## Виступи за збірну
У лютому 1899 року дебютував в офіційних матчах у складі національної збірної Англії грою проти Ірландії, у якій відзначився хет-триком. Протягом кар'єри у національній команді, яка тривала 5 років, провів у її формі 6 матчів (усі в рамках Домашнього чемпіонату Великої Британії), забивши 6 голів.
Помер 1 червня 1954 року на 79-му році життя.

## Титули і досягнення
- Володар Кубка Англії з футболу (1):

«Евертон»: 1905/06
- Найкращий бомбардир Футбольної ліги Англії (1): 1901/02 (18 голів)